# Basiliscus plumifrons
Il basilisco piumato (Basiliscus plumifrons Cope, 1876), noto anche come basilisco verde o basilisco crestato, è una specie di lucertola facente parte della famiglia Corytophanidae, nativa dell'America centrale.

## Descrizione

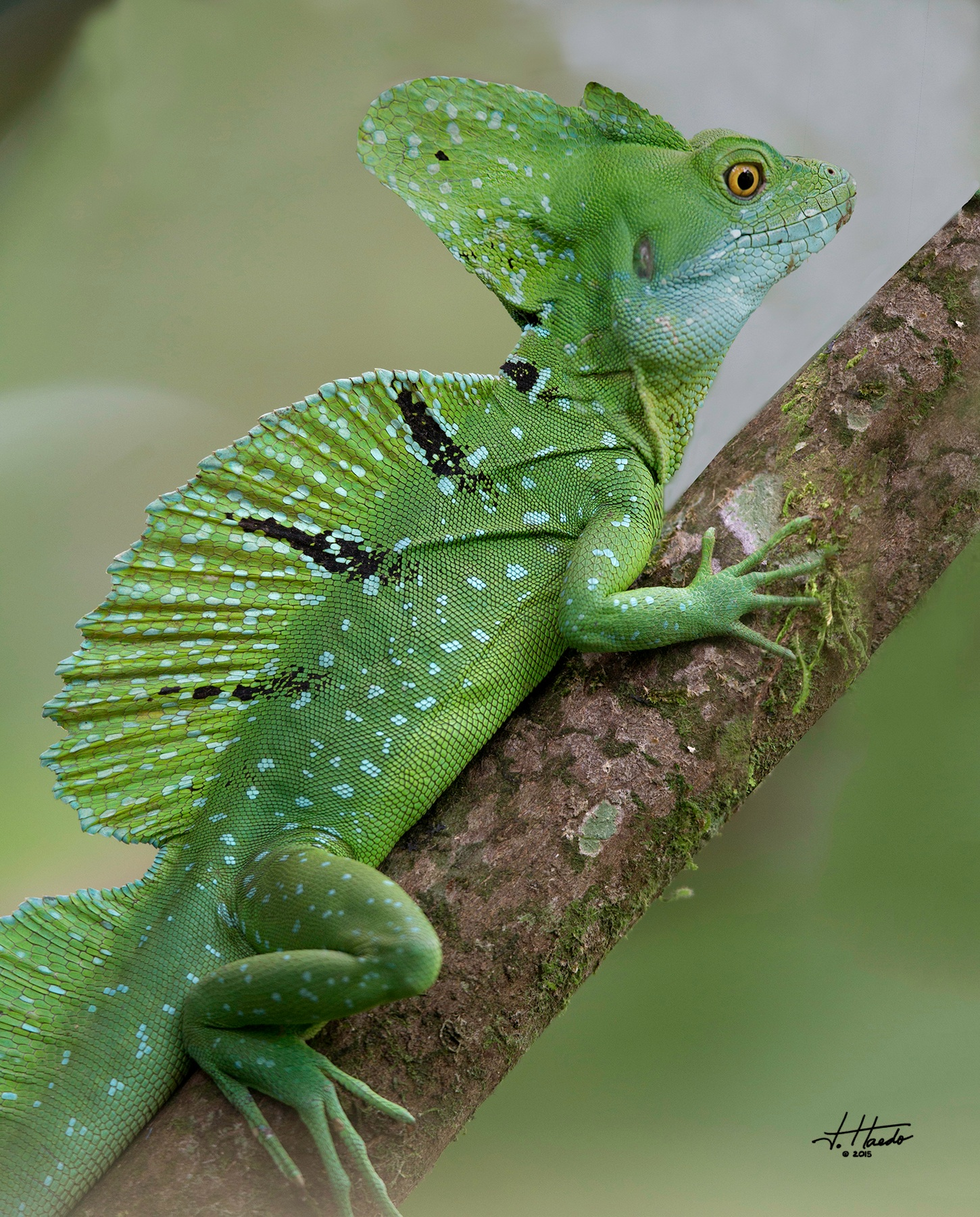
Un maschio, in Costa Rica

Il basilisco piumato è la specie di basilisco più grande, con una lunghezza dal muso alla base della coda di circa 25 centimetri (10 pollici). Comprendendo la coda, la sua lunghezza totale può arrivare fino a 91 centimetri (2,98 piedi). Gli esemplari adulti sono di un colore verde brillante, con chiazze celesti sul dorso e sulla mandibola, e rade striature nere sul dorso e sulle creste, mentre gli occhi sono giallo brillante.
I maschi, in particolare sono molto più colorati delle femmine, e presentano tre creste: una sulla testa, una più grande sul dorso e una più bassa sulla coda, mentre le femmine sono molto più opache nella colorazione e presentano solo la cresta sul capo. Inoltre i maschi hanno una base della coda più pronunciata, dove si trovano i due emipeni.
Anche i giovani hanno una colorazione meno vistosa e mancano completamente delle creste sul corpo, che sviluppano crescendo.

## Distribuzione e habitat
La distribuzione geografica del basilisco piumato spazia dall'Honduras orientale, al Nicaragua e alla Costa Rica, fino al Panama occidentale.

## Tassonomia
Il nome generico del basilisco piumato, Basiliscus, fa riferimento all'omonimo rettile leggendario della mitologia europea che secondo la leggenda è in grado di tramutare un uomo in pietra con il suo sguardo. Questo nome deriva dal greco basilískos/βασιλίσκος che significa "piccolo re". Questo nome gli venne dato nella 10ª edizione del Systema Naturae di Carl Linneo.

## Biologia

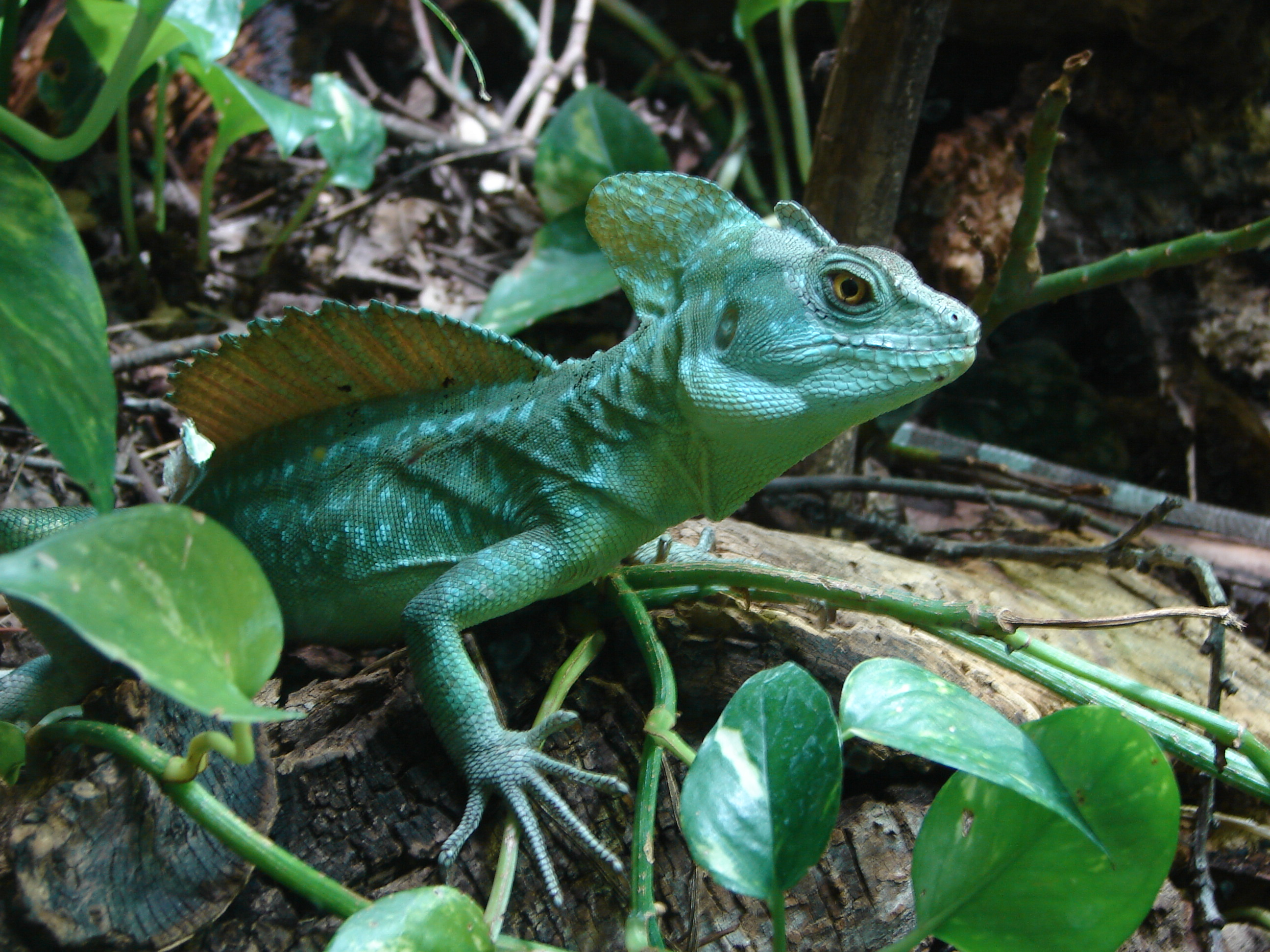
Un esemplare maschio, allo Zoo di Londra

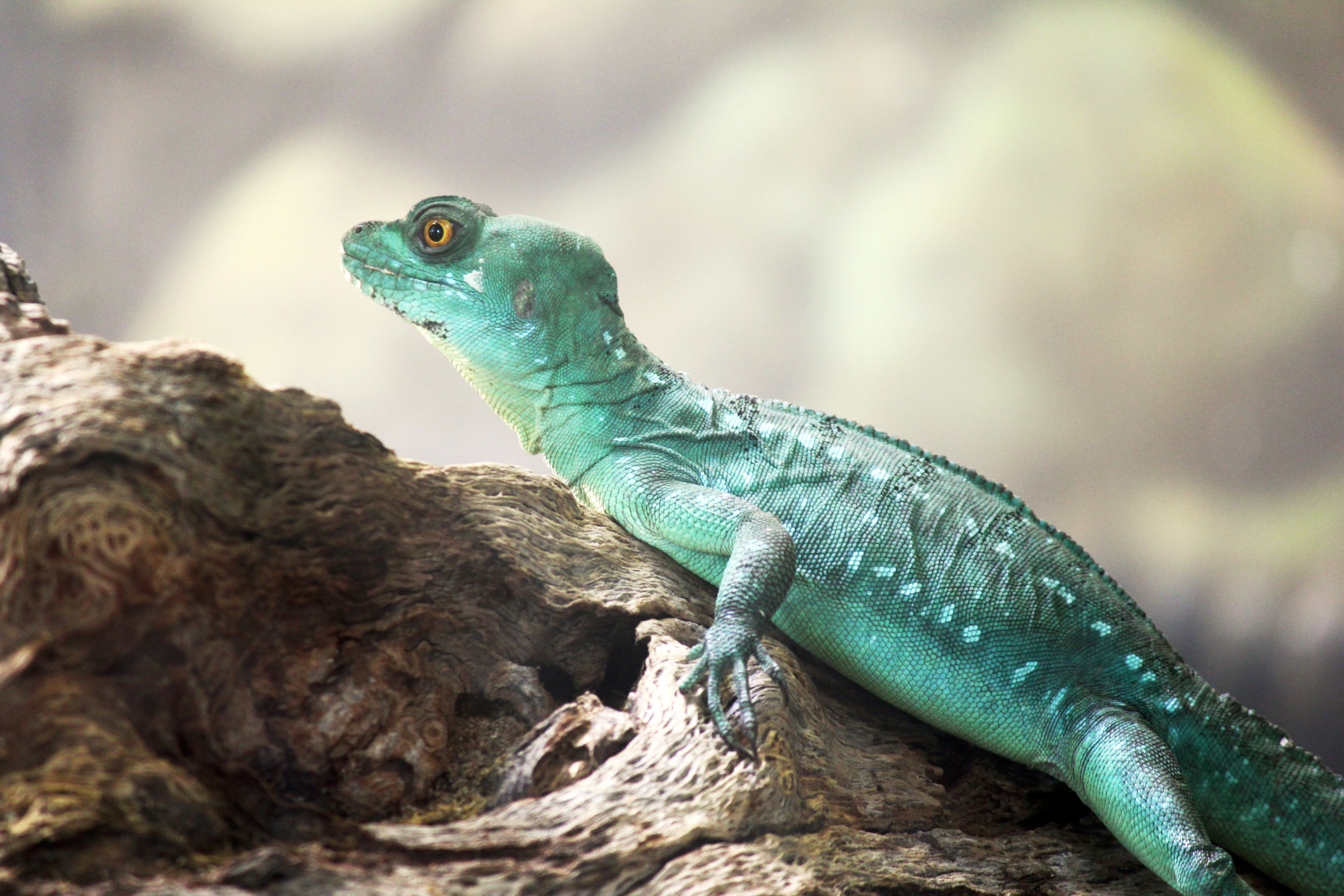
Un giovane basilisco piumato, allo zoo di San Diego

I maschi sono molto territoriali, e un singolo maschio, generalmente, controlla un vasto territorio di foresta e un folto gruppo di femmine con cui si accoppia, e che protegge strenuamente dagli altri maschi.
La maggior parte dei basilischi piumati ha un carattere ombroso e non tollera molto le attenzioni eccessive e i trattamenti che riceve in cattività.
Una delle caratteristiche più straordinarie del basilisco piumato è quella di poter percorrere brevi distanze sulla superficie dell'acqua senza affondare; questa particolare capacità è data dalla conformazione delle zampe posteriori che intrappolano piccole bolle d'aria sotto il palmo e le dita, permettendogli di percorrere brevi tratti prima di sprofondare. Durante questi veloci spostamenti sull'acqua, solitamente usati per scappare dai predatori, l'animale si supporta sia con piedi sia con la coda. Questa abilità è condivisa con altri basilischi e con l'idrosauro crestato della Malesia (Hydrosaurus amboinensis). In Costa Rica, questo curioso comportamento ha fatto guadagnare al basilisco piumato il soprannome di "lucertola di Gesù Cristo".
L'animale è anche un ottimo nuotatore e può rimanere sott'acqua fino a un'ora. Anche sulla terraferma possono raggiungere una notevole velocità riuscendo a raggiungere i 10 km/h.

### Dieta
Il basilisco piumato è un onnivoro e si nutre di insetti, piccoli mammiferi (come roditori), specie più piccole di lucertole, frutti e fiori.

### Riproduzione
Le femmine sessualmente mature di basilisco piumato depongono dalle cinque alle quindici uova a covata nella sabbia o in un terreno caldo e umido. Le uova si schiudono dopo otto-dieci settimane, e a quel punto i giovani emergono dalle uova, totalmente indipendenti.
È una delle poche specie di lucertole in grado di riprodursi per partenogenesi.

### Predatori
I basilischi piumati adulti hanno pochi predatori naturali che includono rapaci, opossum, coati e serpenti.

## In cattività

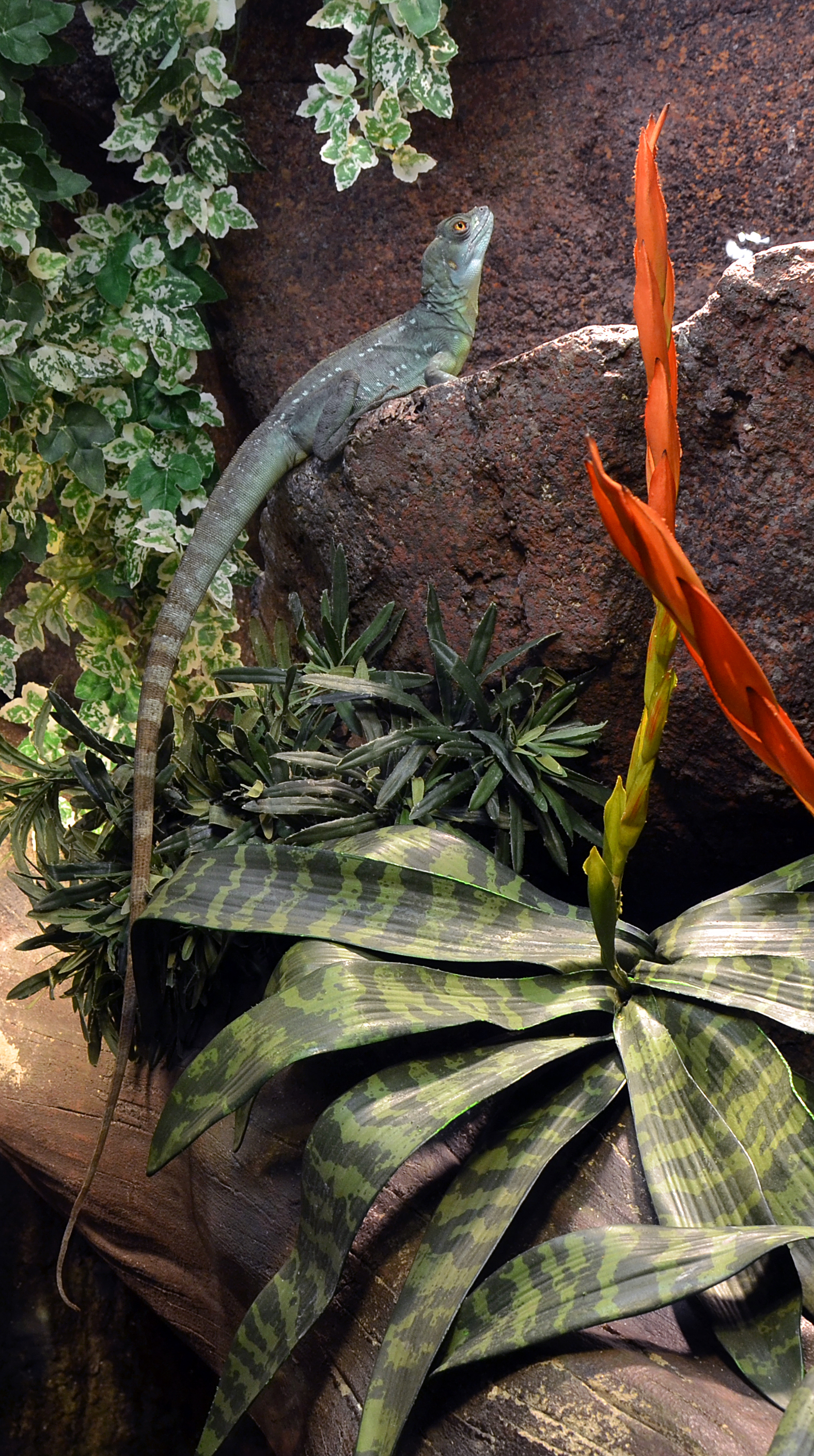
Un esemplare al Serpentarium Blankenberge, Belgio

In alcuni paesi del suo areale, principalmente in Messico, queste lucertole vengono catturate e vendute come animali domestici esotici, il che potrebbe influire sulle loro popolazioni in alcune aree. La sua cattura è illegale in Colombia, Ecuador e altri paesi dell'America centrale. Il basilisco, come buona parte dei rettili, non è un animale sociale e, soprattutto i maschi, sono estremamente territoriali. Inoltre, è un animale che richiede molte cure specifiche e costose, quindi non è consigliato a principianti o persone che non hanno mai tenuto un rettile.
Essendo animali di taglia discreta e dal temperamento attivo, necessitano di un terrario molto grande di almeno 120x60x60 centimetri, che si sviluppi verticalmente, con numerosi rami per potersi arrampicare e crogiolare per riscaldarsi, e un'area acquatica abbastanza grande da permettere all'animale di immergersi completamente. Appartenendo a una specie tropicale, l'umidità nel terrario deve essere costante intorno al 75%, aumentando nei periodi di muta per aiutare l'animale. La temperatura deve essere stabile, oscillando intorno ai 27-30 °C nelle ore diurne, e i 25 °C nelle ore notturne. È importante che il terrario abbia più zone con diverse temperature, con zone più calde e più fredde, in modo che l'animale possa scegliere dove stare in base alle sue esigenze (digestione, surriscaldamento, raffreddamento, ecc.). Per l'illuminazione è necessaria una lampadina UVA, accesa per circa dodici ore al giorno.
La dieta è prevalentemente insettivora, con l'aggiunta di supplementi come pesce o piccoli roditori, come fonte di calcio. Pur avendo una dieta adeguata, è consigliato l'uso di integratori di calcio e vitamine almeno una volta alla settimana per gli adulti, e due volte alla settimana per i giovani in crescita. La dieta può incorporare anche frutta e verdura.